# Zodiákus gyilkos
A zodiákus gyilkos (Zodiac Killer) vagy horoszkópos gyilkos néven ismert sorozatgyilkos az 1960-as években tevékenykedett Észak-Kaliforniában. Személyazonossága mindmáig ismeretlen. 1968. december és 1969. október között öt áldozatával végzett Beniciában, Vallejóban, a Berryessa-tónál és San Franciscóban. Három férfit és három nőt (16 és 29 év közöttiek) támadott meg.
2021-ben a Case Breakers nevű független nyomozócsoport, amely egykori hivatásos nyomozókból, katonai hírszerzőkből és újságírókból áll, hosszas nyomozás után arra megállapításra jutott, hogy a gyilkosságokat bizonyos Gary Francis Poste követhette el, aki 2018-ban meghalt. Ezt azonban sem az FBI, sem más hivatalos szerv nem erősítette meg. Az ügy továbbra is nyitott maradt.

## Áldozatai

### Bizonyított
Ámbár a Zodiákus újságoknak küldött leveleiben azt állította, 37 áldozattal végzett, a nyomozók "csupán" hét áldozatban értenek egyet, közülük ketten túlélték a támadást. Ők az alábbiak:
- David Arthur Faraday (17), és Betty Lou Jensen (16): 1968. december 20-án lőtték őket agyon a Lake Herman Road-úton, Benicia város határain belül.
- Michael Renault Mageau (19), és Darlene Elizabeth Ferrin (22): 1969. július 4-én lőttek rájuk a vallejoi Blue Rock Springs Park parkolójában. Mageau túlélte a támadást, ám Ferrint halottá nyilvánították a Kaiser Foundation kórházba érkezése után.
- Bryan Calvin Hartnell (20), és Cecelia Ann Shepard (22): 1969. szeptember 27-én szurkálták össze őket a Napa megyei Berryessa tónál. Hartnell túlélte a hátába kapott nyolc késszúrást, de Shepard két nap múlva belehalt sérüléseibe.
- Paul Lee Stine (29): 1969. október 11-én lőtték agyon a saját taxijában San Francisco Presidio Heights városrészében.

#### David Arthur Faraday és Betty Lou Jensen
Lake Herman Road, Vallejo
1968. december 20., péntek

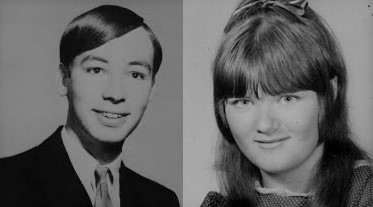
David Arthur Faraday és Betty Lou Jensen

A gyilkosságokat Vallejo külterületén, a Lake Herman út mellett követték el. Péntek este 9 óra volt és a főleg szerelmes párok által látogatott útszakaszon, ahol meglehetősen kevés volt a forgalom. A fiatal férfi és barátnője már egy órája lehettek ott, amikor egy autó lassan feléjük közeledett. Félelem lett úrrá rajtuk és elhajtottak, ám a kocsi követte őket egészen addig, amíg az el nem fordult Benicia felé. A kocsi valószínűleg egy világos színű Chevrolet Impala volt, amit később egy másik szemtanú is látott tíz óra körül.
Aznap este Betty Lou Jensen és David Arthur Faraday eredetileg egy karácsonyi koncertre mentek volna a Hogan High-ba, nem messze a lány lakásától, ehelyett azonban úgy döntöttek, hogy találkoznak egy barátjukkal, majd betérnek egy vendéglőbe és kettesben a szerelmesek útjának is nevezett részre autóznak. David Arthur Faraday 10:15 körül parkolt le anyja barna színű Ramblerjével ugyanott ahol az előbbi pár is parkolt.
Már egy órája lehettek ott, amikor nem sokkal 11 után (11:10) egy autó állt meg a fiatal pár mögött. A sofőr hátulról közelítette meg a kocsit majd gondolkodás nélkül tüzet nyitott, először a hátsó ablakra, majd a kocsi bal oldalára lőtt, kilyukasztotta a kocsi bal első kerekét, ezután a hűtőbe lőtt, végül a szélvédőre tüzelt. A két fiatal megpróbált elmenekülni.
A lány alig tíz métert futott, amikor a golyók leterítették. A lányt öt lövés érte a hátán az 5. és 6. bordaköztől egészen a medencéjéig. A fiút miközben a kocsiból szállt ki hidegvérrel fejbelőtte, így a fiú azonnal meghalt. Az egész alig néhány másodperc alatt zajlott le, ezután a gyilkos autóba ült és elhajtott. A holttesteket Stella Borges fedezte fel, aki úgy vélte a Benicia felé tartó gyilkost látta világos színű Chevrolet-ében. Ő riasztotta a kapitány, Daniel Pitta-t és William T. Warnert. A nyomozást a Solano County Sheriff's Department végezte, Les Lundblad nyomozóhelyettes vezetésével.
A nyomozás során csak kevés információhoz jutottak. Megállapították, hogy a lövéseket egy 22-es kaliberű fegyverből adták le, nem haszonszerzésből követték el, hiszen semmilyen értéktárgy nem tűnt el a kocsiból. A porban felfedeztek cipőnyomokat, amiből rekonstruálni tudták az események lefolyását.
Robert Graysmith a gyilkosról írt könyvében találóan fogalmazott: „Nem voltak szemtanúk, indítékok és gyanúsítottak.”

#### Darlene Elizabeth Ferrin és Michael Renault Mageau
Blue Rock Springs, Vallejo

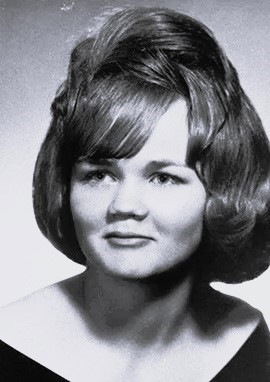
Darlene Elizabeth Ferrin

1969. július 4. – július 5., péntek-szombat, amerikai nemzeti ünnep
Fél évvel később, 1969. július 4-ről 5-ére virradó reggelen 2 fiatal, a 22 éves Darlene Elizabeth Ferrin, aki felszolgálóként dolgozott (és férjnél volt) és a 19 éves Michael Renault Mageau lett a Zodiákus áldozatává. Mageau elmondása szerint enni indultak, amikor a lány azt mondta neki, hogy beszélni akar vele, ezért a Blue Rock Springs Golf Course-ban parkoltak le, egy a fiatalok által kedvelt helyen, 4 km-re a Herman Lake úttól, ahol az előző gyilkosság történt. Mageau kikapcsolta a világítást és a motort is, csak a rádió szólt. Ezután nem sokkal 3 autó érkezett tele mulatozó fiatalokkal, akik nevettek ordibáltak és petárdákkal dobálóztak (a nagy vigalomra az amerikai nemzetünnep adott okot). Ezek a fiatalok hamar odébbálltak, így Mageau és Ferrin éjfél körülre kettesben maradtak, amikor egy barna Ford Mustang vagy Chevy Corvair hajtott be Vallejo felől, és pár méterre tőlük megállt, kikapcsolta a lámpáit, majd nemsokára elhajtott. Ekkor a fiú megkérdezte a lányt, hogy ismeri-e a férfit, mire a lány csak annyit mondott: Ne törődj vele! Mageau később elmondta, nem tudta igazán mire vélni a választ; jelenthette azt is, hogy a lány nem ismerte, de azt is, hogy ismerte, csak nem érdekelte, mielőtt azonban tovább kérdezősködhetett volna, a kocsi nagy sebességgel elhajtott Vallejo felé.
Azonban nemsokára visszatért és újra mögéjük parkolt, de most égve hagyta a fényszórókat. Kiszállt a kocsiból és lámpával világított, amiből Mageau azt hitte, hogy rendőr, ezért elkezdte a személyi igazolványát keresni. Eközben a gyilkos nyugodtan az autóhoz sétált, amikor odaért egy 9 mm-es pisztolyt szegezett a fiúra és ötször rálőtt a lehúzott ablakon keresztül. Az első lövések a fiú testét és arcát érték, a nagy torkolati sebességű lövedékek és a közelről leadott lövések miatt egy-két golyó nem állt meg a fiú testében, átszaladt rajta és a kormánynál ülő lányba csapódott. A fájdalomtól vezérelve Michael a hátsó ülésre lökte magát, ám ekkor a gyilkos újra tüzet nyitott és a bal térdét találta el. Ezután Elizabeth felé fordult és kettőt a karjába, egyet pedig a hátába lőtt. Mageau úgy gondolta, hogy a lövések halkak voltak, talán azért mert hangtompító volt a fegyveren. De a közelben lakó George Bryant hallotta a korábban robbanó petárdákat és a lövéseket is, és a lövéseket sokkal hangosabbnak írta le. A tettes úgy gondolta, elvégezte dolgát és visszasétált a kocsihoz, amikor meghallotta, hogy a fiú segítségért kiált. Visszasétált a kocsihoz és két-két további lövést adott le mindkét áldozatára, ezután elhajtott. A fiú még ezek után is képes volt megfigyelni az arcát, amit nagy kerek arcként írt le, valamint testalkatát, 5’8” (176 cm) magasnak izmos testalkatúnak írta le, a férfi legkevesebb 195 font (85–90 kg) volt. Haját rövid világosbarnának írta le. Egy rövidujjú kék inget viselt. Még volt ereje visszamászni a kocsihoz és bekapcsolni az irányjelzőt (bár nem tudta biztosan megmondani, hogy ő vagy a lány kapcsolta be azt), annak reményében, hogy valaki majd segít nekik, kinyitotta az anyósülénél lévő ajtót, majd az aszfaltra borult. Innen látta, ahogy a gyilkos elhajt Vallejo felé; George Bryant és Mageau is azt állította, hogy jóval gyorsabban ment a megengedettnél. Nemsokára egy arra autózó fiatal találta meg az akkor még élő párt és hamarosan a rendőrök és a mentők is megjelentek, de már nem tehettek sokat a fiatalokért: a lány a kórházba (Kaiser Foundation Hospital) vezető úton halt meg 12:38-kor. Michael túlélte az esetet annak ellenére, hogy meglőtték az arcát, a nyakát és a mellkasát.
12:40, mindössze negyven perccel a gyilkosságok után megcsörrent a vallejo-i rendőrőrs telefonja. A diszpécser elmondása szerint a telefonáló hangja nyugodt volt, nem volt akcentusa, és olyan higgadtan beszélt, mintha csak egy levelet olvasna fel. A hívást felvevő diszpécser azt is megjegyezte a hangjáról, hogy amikor a Viszonthallásra-t mondta, gúnyt érzett a férfi hangjában. A diszpécser megpróbált rákérdezni a nevére, címére, de az közbevágott. Az üzenet tartalma a következő volt:
Szeretnék bejelenteni egy kettős gyilkosságot. Ha egy mérföldet megy kelet felé a Colombus Parkway-től a közpark felé, talál két kölyköt egy barna autóban. Egy 9 milliméteres Lugerrel lőtték le őket. A tavaly meggyilkolt kölyköket is én lőttem le. Viszonthallásra.
A rendőrségnek sikerült kiderítenie a hívás helyét; egy benzinkútról történt a Tuolumne Street és Springs Road sarkán, alig pár háztömbre a rendőrőrstől és a ¾ mérföldre a lány otthonától.
Az ügyet John Lynch és Ed Rust, a Vallejo Police Department nyomozói vizsgálták. Jack Mulanax egészen a 70-es évekig foglalkozott az üggyel.
Az ügyben kihallgatták Elizabeth férjeit. Az akkori férje, Dean tisztázta magát, mert a gyilkosság időpontjában a Caesar's Restaurant-ban (Caesar Étterem) dolgozott. Az első férje, James Phillips Crabtree is a lehetséges gyanúsítottak között volt egy ideig.

##### Ferrin és a Zodiákus korábbi lehetséges kapcsolata
Sokan feltételezik, hogy Darlene Ferrin ismerte a gyilkosát. Kelleher és Nuys az elméletet Robert Graysmith 1986-os Zodiákus című könyvének tulajdonítják. Graysmith sokat érvelt a kapcsolat mellett a Ferrin barátaival készített interjúk alapján. Az összefüggés egyértelműen nem bizonyított.

#### Cecelia Ann Shepard és Bryan Hartnell
Berryessa tó, Kalifornia állam.
1969. szeptember 27., szombat

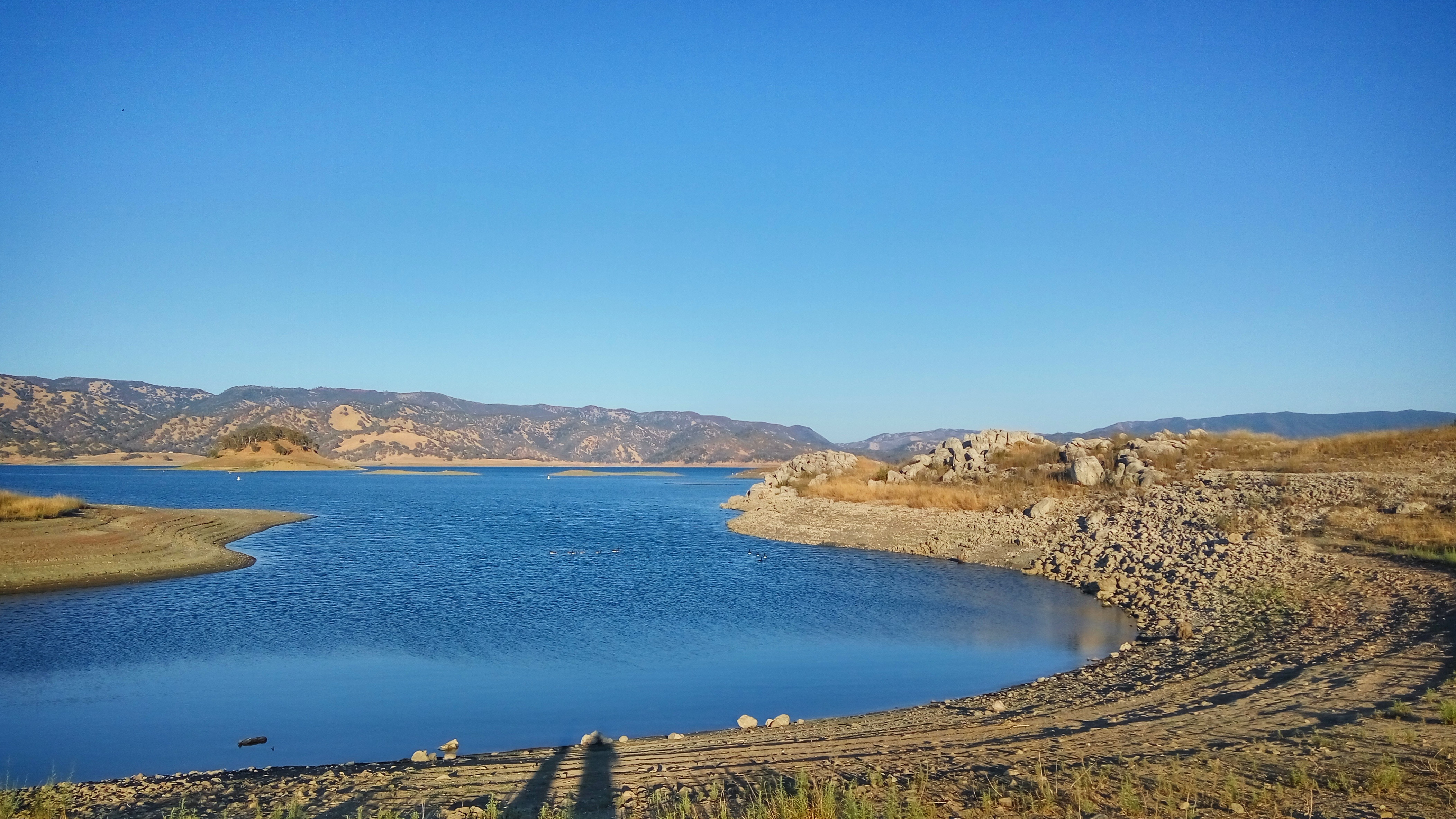
A Berryessa-tó

Két egyetemista, Bryan Hartnell, és barátnője Cecelia Ann Shepard a Berryessa tó melletti kiránduló parkban piknikeztek. Este fél hét körül lehetett, de a nap még mindig sütött.
A két egyetemista a beszélgetését egy különös alak zavarta meg. Cecelia szólt is Bryennek, hogy nincsenek egyedül. Bryan erre csak annyit felelt hogy: "Ez egy nyilvános park, ide akárki eljöhet." Cecelia figyelmeztette hogy az illető mereven nézi őket már egy ideje. Erre Bryan csak annyit válaszolt : "Mert szépek vagyunk!"
Kis idő eltelte után Cecelia ismét szólt barátjának, hogy az illető beállt egy fa mögé. Bryan úgy gondolta hogy a férfit a természet hívta a fához.
Valójában a férfi a zodiákus gyilkos volt, aki a fa mögött vette fel csuklyáját amely egy hóhér csuklyájához hasonlított. Ez lelógott egészen a derekáig, és a zodiákus jele mellyel leveleit szignózta volt látható fekete öltözete közepén. Még napszemüveget is viselt hogy az áldozatai vagy aki látja őt végképp ne tudja beazonosítani.
Cecelia megszorította barátja kezét és ezt kiabálta : "Úristen pisztoly van nála!" Bryan diplomatikus ember lévén megpróbálta lenyugtatni a zodiákust, aki elárulta nekik, hogy most szökött a börtönből, és Mexikóba akar menekülni. Később kiderült, hogy hazudott. A zodiákus követelte Bryan Volkswagen Karmann Ghiájának kocsikulcsát, és a pénztárcáját.
Meg is kapta. A két fiatal szerint ekkorra a támadójuk ideges lett, remegett a keze. Cecelia szóba hozta hogy Bryan szociológiát tanult, biztosan tudna segíteni a problémáin.
A támadó nem hallgatott rá. Megparancsolta neki hogy kötözze meg a barátját. Miután Cecelia engedelmeskedett a lőfegyveres támadónak, őt is megkötözte.
Ez után még lefolyt Bryan és a zodiákus között egy rövid szóváltás, majd ezt követően a sorozatgyilkos kést húzott elő, és Bryant 6-szor, Ceceliát pedig 10-szer szúrta meg.
Ezek után eltűnt a helyszínről. Távozása közben Bryan kocsijának ajtajára ezt a feliratot írta:
Vallejo
12-20-68
7- 4- 69
Sept 27-69 6:30
by knife

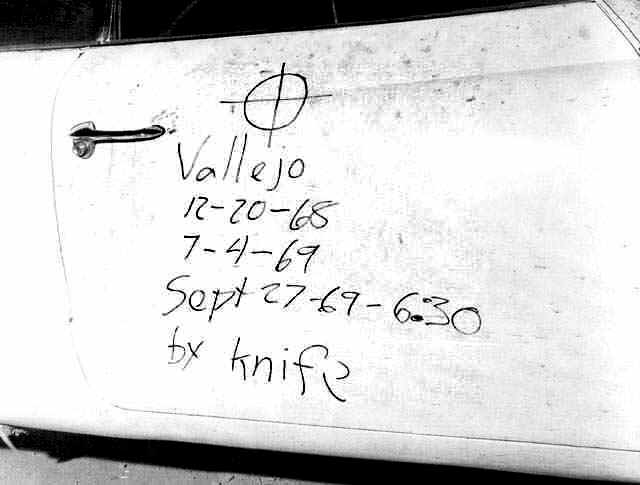
A túlélő, Bryan Hartnell kocsijának ajtaja a támadás után, rajta a felirattal, amit a Zodiákus hagyott hátra.

Ám mind a ketten túlélték a támadást. Cecelia segítségért kiabált, Bryan pedig az útra akart kiszaladni, de közben elájult.
Végül halászok hallották meg a segélykiáltásokat és segítettek a párnak. A zodiákus mint eddig szinte összes tettét, ezt is bejelentette a rendőrségnek. Így a mentők és a rendőrök viszonylag hamar kiértek a helyszínre.
A két áldozatot a rendőrök egyből kihallgatták, ugyanis hamar el akarták kezdeni a nyomozást, és úgy látták, hogy a fiatal pár egyik tagja sem kapott sokkot.
Az egyik legjelentősebb bizonyíték egy katonai bakancs nyom volt, Bryan Hartnell Karmann Ghiája mellett. Miközben folyt a nyomozás, Cecelia Shepard és Bryan Hartnell az életükért küzdöttek a kórházban, és ahogy tudtak segítettek a nyomozásban. Hartnell lassan felépült, de barátnője, Cecelia Ann Shepard 2 napi kórházban való tartózkodás után életét vesztette.
Ezzel elkövette a zodiákus az ötödik gyilkosságát.

#### Paul Stine

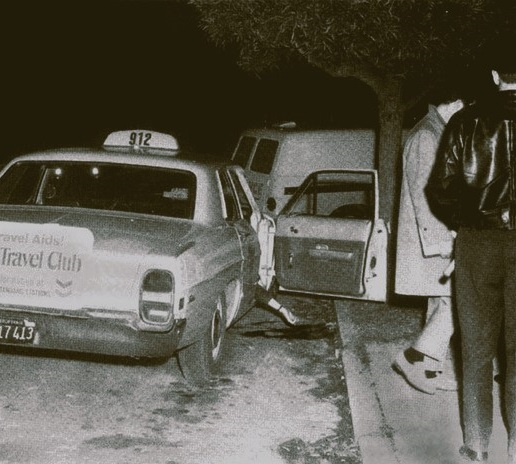
Helyszíni felvétel Paul Stine parkoló sárga taxijáról a Washington és a Maple Street sarkán 1969 október 11-én

San Francisco Presidio Heights városrésze, Kalifornia állam.
1969. október 11., szombat

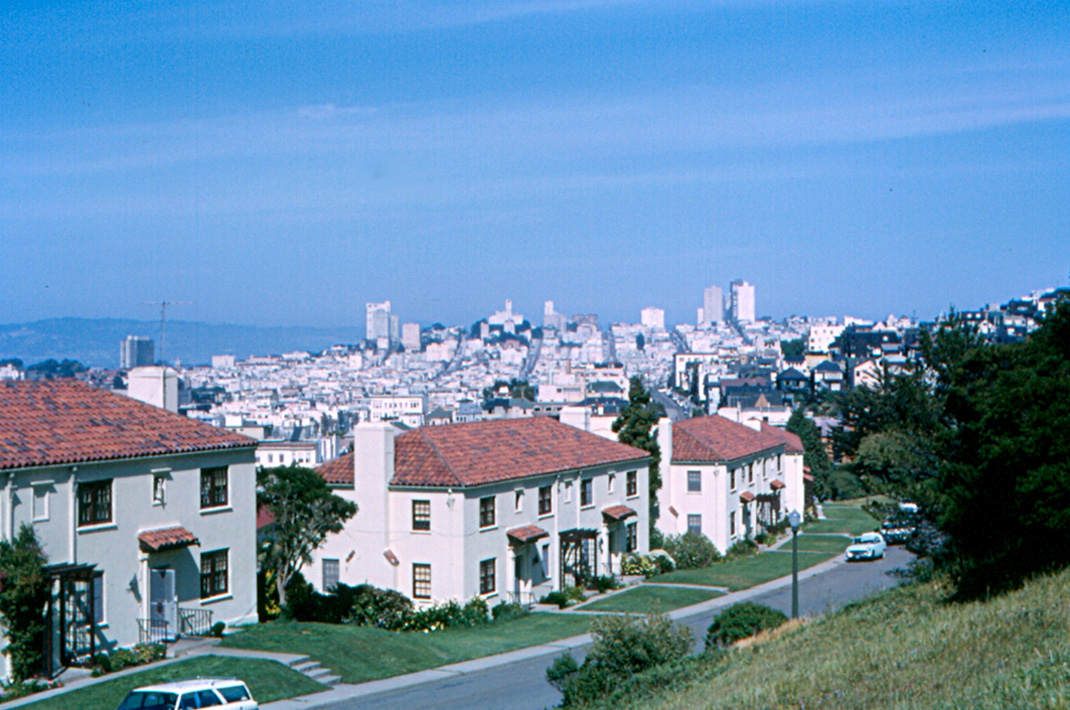
San Francisco a Presidioról fényképezve, 1966

1969. október 11-én éjszaka egy taxis, Paul Stine felvesz egy férfit, akit a Washington és Maple Street sarkára kell szállítania. Amint a célhoz megérkeznek az utas Paul Stine ingét megfogva hátrarántja a sofőrt, és közvetlen közelről fejbe lövi. A gyilkosság helyszíne melletti ház egyik szobájában gyerekek játszottak, akik meghallották a lövést és az ablakhoz rohantak. Láttak egy szemüveges erős testalkatú férfit ahogy dulakodik áldozatával, akkor ezt hitték, ugyanis látták, hogy az illető a hátsó ülésről a vezető ülésre ül, és matat valamit. A kamaszok egyből hívták a rendőrséget. Valószínűleg a sötétség miatt vélték úgy a gyerekek, hogy egy fekete férfi követte el a gyilkosságot. A környéki rendőröknek ez a személyleírás lett megadva, csak hogy ez téves volt és míg ők fekete elkövető után kutattak a gyilkos gond nélkül elhagyta a tett helyszínét. A taxin meglehetősen sok ujjlenyomatot találtak ám ezek csak részlegesek voltak, és nem egyeztek egy adatbázisba vett személy ujjlenyomatával sem. Később a San Francisco Chronicle szerkesztősége kapott egy halloweeni üdvözlőkártyát, melyet Paul Averynek, a Chronicle egyik szerkesztőjének címzett a zodiákus. A zodiákus leírta, hogy ő követte el a taxis gyilkosságot is, és mellékelt egy véres ing darabot Paul Stine ingéből. Valószínűleg azért pont Paul Averynek címezte a levelet, mert ő volt az az újságíró, ki egykoron látens homoszexuálisnak nevezte a sorozatgyilkost. Sokáig veszélyben is érezte magát. A San Francisco Chronicle szerkesztői egy ideig gúnyolódásból olyan kitűzőt hordtak, melyre az volt írva „Nem én vagyok Paul Avery!”
Az esetet követően a zodiákus további leveleket küldött az újságnak, melyekben egy iskolabusz felrobbantásával fenyegetőzött, utána pedig még egy levelében leszólta a rendőröket és a nyomozókat, hogy ezt az állítását komolyan vették. Amikor a rendőrökről és a nyomozókról írt mindig vagány, gúnyolódó stílusban közölte gondolatait. Beismerte, hogy nagyon nehéz féken tartania magát. 1970 márciusában újból lecsapni készült, egy édesanya, Kathleen Johns kocsiját megállította mondván rossz a hátsó kereke. A keréknek semmi baja nem volt de a sorozatgyilkos szétszerelte, majd közölte Kathleennel hogy hazaviszi őket. Beszálltak a kocsijába, és autóztak. Amikor egy benzinkút mellett elhaladtak, a nő tudomására adta, hogy meg fogja ölni őt is és csecsemőjét is. Ám a fiatal anyuka kapva kapott az alkalmon, gyermekével kiugrott az autóból és túlélték a hátborzongató találkozást.
A zodiákus 1974-ig rengeteg levelet küldött az újságoknak és a rendőrségnek. Közölte hogy minden támadásánál másképpen fog kinézni. Ezzel tulajdonképpen választ adott arra a kérdésre, hogy a taxis támadással kapcsolatban kihallgatott gyerek szemtanúk miért adtak eltérő személyleírást a korábbi, Cecelia Shepard által adott személyleírástól, melyet még a kórházban adott. Érdekes, hogy amíg az esetek fő gyanúsítottja Arthur Leigh Allen börtönben ült, a zodiákus egy levelet sem küldött sem a rendőrségnek sem a lapoknak.

### Vitatott
A gyilkosságok idején különböző szerzők feltételezték, hogy más gyilkosságok és támadások is a Zodiákus művei lehettek, de egyik sem nyert bizonyítást:

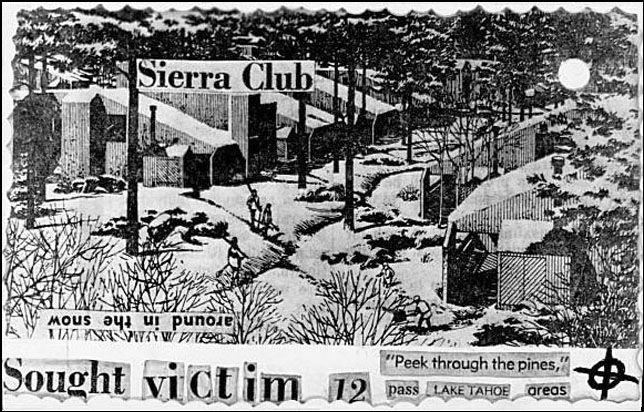
A Tahoe-tavi, Paul Avery-nek címzett képeslap, amit 1971. március 22.-én kapott meg.

- Robert George Domingos (18) és Linda Faye Edwards (17): 1963. június 4-én lőtték agyon őket a Gaviota melletti strandon. Van néhány hasonlóság a megtámadásuk és a Zodiákus öt évvel későbbi Berryessa-tavi támadása között.
- Cheri Jo Bates, (18): 1966. október 30-án halálra késelték és majdnem lefejezték a Riversidei Főiskolán Riversideban. Bates lehetséges kapcsolatára a gyilkossal csak négy évvel a meggyilkolása után derült fény, amikor a San Francisco Chronicle riportere, Paul Avery egy tippet kapott a Zodiákus-gyilkosságok és Bates halálának körülményei közötti hasonlóságokról.
- Donna Ann Lass, (25): utoljára 1970. szeptember 6-án látták Kalifornia és Nevada állam határán a Tahoe-tónál. Egy képeslap hátuljára a Forest Pines társasházak (Incline Village közelében, a Tahoe-tónál) hirdetését ragasztották, amit Chronicle újság 1971. március 22 -én kapott meg. Nincs bizonyíték arra, hogy Lass eltűnését Zodiákus-gyilkoshoz kapcsolják.
- Kathleen Johns, (22): 1970. március 22-én gyaníthatóan elrabolták a 132-es főúton, az I-580-as út közelében, Modesto-tól nyugatra. Johns megszökött egy férfi autójából, aki körülbelül másfél órán keresztül autóztatta őt és csecsemő lányát a Stockton és Patterson közötti úton.

#### Linda Edwards és Robert Domingos
Gaviota, Kalifornia állam.
1963. június 4., kedd
A kettősgyilkosság nagy hasonlóságot mutatott az 1969-ben a Berryessa tónál történttel. Az áldozatok, Robert Domingos és Linda Edwards a Gaviotában töltötték szabadságukat, és lementek a strandhoz pihenni. Már egy órája tartózkodtak a pihenőnél, amikor megjelent mellettük egy férfi. A fiatal pár megrémült az ismeretlentől, aki egy kendővel takarta el az arcát, majd pisztolyt rántott és szó nélkül tüzet nyitott. A helyszínen talált nyomok alapján, a gyilkos mintegy tíz lövést adott le. Az első lövések Robert testét találták el, néhány áthatolt a fiatal férfi testén, és Linda testébe csapódtak. A lány megpróbált elmenekülni, de a gyilkos újabb lövést adott le rá, amely csípőjét találta el. Ezután újabb lövéseket adott le: két golyó Robert mellkasát, egy pedig a koponyáját találta el, s ez végzett a fiúval. A rémült lány megpróbált elmenekülni, de alig tíz méter megtétele után leterítették a gyilkos golyók. Ezután a tettes otthagyta a testeket, és elhagyta a helyszínt.
Az áldozatokat 11 órával később találta meg a strand gondnoka, miközben a végső ellenőrzést végezte a kapu bezárása előtt. Az áldozatokat vérbe fagyva találta meg. Azonnal mentőt hívott, de a pár már négy órája halott volt. A nyomozók átkutatták a helyszínt, de nem találtak semmit, amivel megkezdhették volna az érdemi nyomozást: mindössze annyit sikerült megtudni, hogy a gyilkos 22-es lőszert használt, s amint az lábnyomokból kiderült, észak irányából közelítette meg áldozatait. A helyszínről semmi nem tűnt el: a gyilkos nem vitte el az áldozatok értéktárgyait, a fiataloknak nem voltak ellenségeik vagy haragosaik – semmiféle észszerű indíték nem kínálkozott. A rendőrség latba vetette valamennyi erejét, de semmire nem jutottak.
A gyilkosság azóta is megoldatlanul áll a kriminalisztikában.

#### Cheri Jo Bates
Riverside, Kalifornia állam.
1966. október 30., vasárnap
Még mielőtt a köztudatba bekerült volna a Zodiákus neve, egy diáklányt brutálisan meggyilkoltak. Cheri Jo Bates halála előtt nem sokkal a Riverside-i Főiskola (Riverside City College) könyvtárában tartózkodott, ami este 9-kor zárt be. A kihallgatások során kiderült, hogy este fél 11-kor a szomszédok sikolyt hallottak (a halottkém is ezt az időpontot jelölte meg a halál beálltának). A lány holttestét másnap reggel fedezték fel két elhagyott, az egyetem tulajdonában lévő ház között. A helyszínre érkező rendőröket megdöbbentő kép fogadta; a lány testét 11 késszúrás borította: 1 a hátán, 3 mély vágás a mellkasán, a torkát pedig 7 alkalommal vágta el, szinte elválasztva fejét a testétől, az arcát könyörtelenül összeverte. A lány citromzöld Volkswagenje tocsogott a vérben. A későbbi vizsgálatok bebizonyították, hogy az autót működésképtelenné tették. Emellett kiderült az is, hogy a könyvtár világítását lekapcsolták az elektromos elosztóról. A lány értékeit nem vitték el; ruhája és pénztárcája is sértetlen volt valamint szexuális erőszakra sem utalt semmi. A lány mindössze 18 éves volt. Nem messze a tetthelytől találtak egy Timex típusú férfi karórát, az óra 12:24 (12:23)-kor megállt, de a rendőrség úgy gondolta, hogy a gyilkosság jóval hamarabb történt. A karóra festékpöttyös volt, amit később egyszerű szobafestékként azonosítottak. A karóra mellett találtak egy szakadt ingujjat is. A kés méreteit a következőképpen becsülték: 3 és fél inch (14.73 cm) hosszú és fél inch (1.27 cm) széles lehetett. A porban egy katonai bakancs lenyomatát is megtalálták a nyomszakértők, ami az angol méretezés szerint a 10-eshez volt közel. Az áldozat körmei alatt találtak vér, haj és szövetdarabokat.

##### Az üzenetek
Egy hónappal később, november 29-én a Riverside-i rendőrség és a helyi lap, a Riverside Press-Enterprise csaknem azonos leveleket kapott, a leveleknek a vallomás (Confession) nevet adta. A levelek tartalma a következő volt:

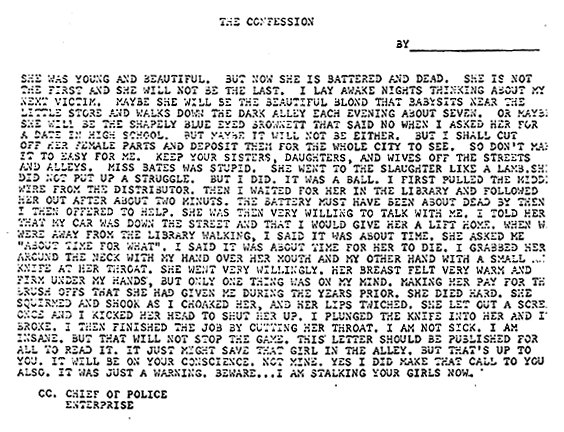
A vallomás
Fiatal volt és gyönyörű de már ütött és kopott és halott. Nem ő az első és nem ő lesz az utolsó, éjszakánként virrasztok és a következő áldozaton gondolkodom. Talán a gyönyörű szőke lány lesz az, ki gyerekekre vigyáz a kisbolt mellett és minden este hét körül lesétál a sötét sikátorba. Vagy talán a formás barna lesz az, aki nemet mondott mikor randevúra hívtam a főiskolán. Talán egyikőjük sem. De ki fogom metszeni női szerveiket és letétbe helyezem hogy az egész város láthassa. Ne könnyítsék meg túlzottan a dolgom. Vigyázzanak a testvéreikre, lányaikra és feleségeikre az utcákon és a sikátorokban. Miss Bates ostoba volt. Bárányként vonult a mészárszékre. Nem harcolt. De én igen. Olcsó győzelem volt. Elvágtam az elosztó középső vezetékét. A könyvtárban vártam rá és két percen át követtem. Az elemek lemerültek. Felajánlottam a segítségem. Ezután örömmel beszélgetett velem. Mondtam neki hogy a kocsim az utcán áll és szívesen hazaviszem. Amikor távolodtunk a könyvtártól azt mondtam hogy eljött az idő. Mire ő azt kérdezte: minek jött el az ideje?. Azt mondtam neki hogy eljött az idő arra hogy meghaljon. Megszorítottam a nyakát és a kezemet a szájára tapasztottam és a másik kezemben lévő kicsi késsel elvágtam a torkát. Nagyon odaadóan távozott. A mellei meleggé és keménnyé váltak a kezem alatt, de én csak egy dologra gondoltam. Megfizettem azért a sok szemétségért amit az évek során velem tett. Nehezen halt meg. Reszketett és rázkódott ahogy megtámasztottam a testét az ajkai pedig remegtek. Még egyszer sikított és én fejbe rúgtam hogy befogja a pofáját. Belemártottam a kést és az eltört. Majd bevégeztem a munkát, elvágtam a torkát. Nem vagyok beteg. Nem vagyok elmeháborodott. De a játék nem fog abbamaradni. Ezt a levelet adják közre hogy mindenki elolvashassa. Talán megmenti azt a lányt aki a sikátorban jár. De ez már önökön múlik. Én leszek az önök lelkiismerete. Nem az enyém. Igen, a telefonáló is én voltam. Csak figyelmeztetés volt. Legyenek résen… most is fiatal lányokat cserkészek be.

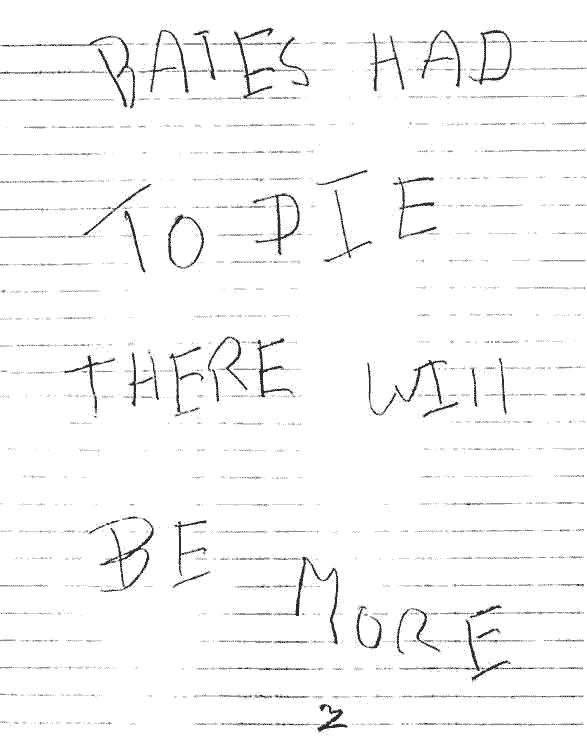
Az összecsapott levél

A gyilkos, mint ahogy az a későbbi leveleiből is kiderül, kevéssé tartotta fontosnak a mondatok megfelelő tagolását vagy épp a vesszők használatát.

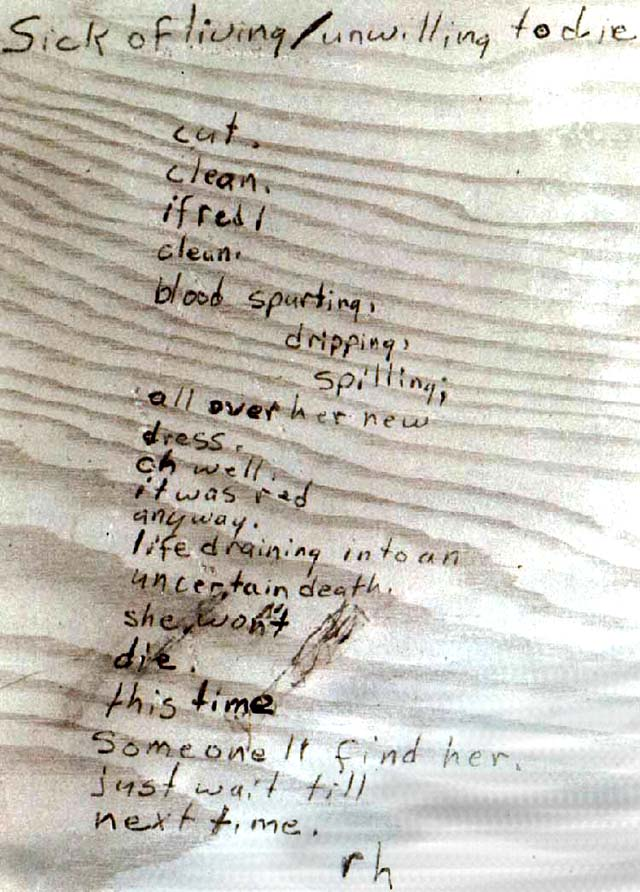
Az asztallap a verssel

A leveleket alaposan megvizsgálták, de semmi igazán használható információhoz nem jutottak. Megállapították, hogy az eredeti levelet egy Royal típusú hordozható írógépen írták, ami viszont akkoriban meglehetősen elterjedt volt. A borítékon összesen egy ujjlenyomatot találtak, ami egyrészt származhatott akár egy postástól is, másrészt sohasem sikerült azonosítani. Úgy döntöttek, hogy értesítik az FBI-t. De a kiküldött nyomozó sem tudott sokkal többet kideríteni mint, hogy az áldozat ismerte a tettest így tudott a bizalmába férkőzni és a sötétbe csábítani.
A Bates-ügyben hat hónappal később történt a következő fejlemény. 1967. április 30-án a Riverside Press-Enterprise, a rendőrség és az áldozat apja, Joseph (akinek a címe a gyilkosság utáni napon jelent meg az újságban) újabb üzenetet kapott. Ebben a macskakaparással írt, összecsapott levélben a következők álltak: „Bates-nek meg kellett halnia. Többek lesznek még így.” (BATES HAD TO DIE THERE WILL BE MORE). Az apának küldött levél annyiban különbözött, hogy a Bates helyett a She (azaz Ő-t) használja. Nem írták alá a leveleket, csak egy fordított Z betűt és egy 3-ast írtak. 2021 augusztusában a Riverside-i Rendőrkapitányság gyilkossági ügyekkel foglalkozó osztálya bejelentette, hogy a kézzel írt levelek szerzője 2016-ban névtelenül felvette a kapcsolatot a nyomozókkal, és 2020-ban DNS-elemzés révén azonosították. Beismerte, hogy a levelezés gusztustalan átverés volt, és bocsánatot kért. A zaklatott tinédzser azért írta a leveleket, hogy felhívja a figyelmet magára. A nyomozók megerősítették, hogy a szerző nem a Zodiákus.
Közben más furcsa dolgok is előkerültek. Az egyetemi könyvtárban a gondnok egy padra vésett versre talált, amely stílusában és tartalmában hasonlít a Zodiákus által írt levelekre, de mivel a pad sokáig egy raktárban volt így nem lehet teljes bizonyossággal a Zodiákusénak mondani. A vers így hangzott:
::Élettől beteg
Halni nem akar
Vágás
Tiszta.
Vér tör elő,
Csürög
Ömlik:
Végig az új ruháján.
Remek
Vörös volt az
Úgy is.
Az életet leszívja
A bizonytalan halál.
De ő nem hal meg ezúttal.
Most valaki rálelt.
De majd
Legközelebb.''
A vers végén „rh” monogram is látható. Nincs bizonyító jellege, annak amit megtudtak erről: az egyetem akkor hivatalban lévő rektorát R. H. Brandshawnak hívták. 
A riverside-i gyilkosságot sose zárták le és a jövendölt gyilkolások sem következtek be. Azt feltételezik, hogy a gyilkos elköltözhetett.

#### Donna Lass
Tahoe tó, Kalifornia és Nevada állam határán
1970. szeptember 6., vasárnap
Ezen az éjszakán, 1970. szeptember 6-án eltűnt egy 25 éves lány, Donna Lass. Két nappal később, szeptember 8-án egy névtelen bejelentés érkezett a rendőrséghez, mely szerint látták a lányt. Hiába, a nyomozás elakadt. 1971. március 22-én egy képeslap érkezett a Tahoe tó melletti társasház egyik lakójához, majd egy ugyanolyan képeslap érkezett a San Francisco Chronicle szerkesztőségébe még aznap délután. Az üdvözlőkártya mellett egy levél is volt, amelyben a Zodiákus elárulta, hogy ő a felelős Donna Lass eltűnéséért és haláláért.
A lány holttestére végül 1971 januárjában bukkant rá a rendőrség. A boncolás megállapította, hogy a lányt megkötözték, kétszer nyakon, háromszor hátba és legalább egy tucatszor mellbe döfték. Halálát a mellkasát ért szúrások okozták. Így a Zodiákus bizonyítottan már kilenc ember haláláért volt felelős.

#### Kathleen Johns
1970. március 22-én éjjel a 22 éves Kathleen Johns a kaliforniai San Bernardinoból Petaluma felé tartott, hogy meglátogassa édesanyját. Johns hét hónapos terhes volt, és tíz hónapos kislánya is elkísérte. Először 16:30-kor hagyta el San Bernardinót. Miközben a 132-es főúton haladt a kaliforniai Patterson közelében, 23:30-kor egy mögötte közlekedő férfi villogtatni kezdett kocsijának lámpáival. A legtöbb forrás szerint mindkét autó férreált, és a férfi azt állította, hogy a bal hátsó kereke meglazult, és felajánlotta, hogy meghúzza rajta az anyát. Amikor a keréken dolgozott, valójában meglazította a szárnyas anyákat, így amikor Johns elhajtott, a kerék leesett. A férfi ezután felajánlotta, hogy elviszi őt és lányát autójával egy közeli benzinkúthoz. A San Francisco Examiner azonban azt írta, hogy amikor a férfi megállította Johnst, ellenőrizték a kereket és megállapították, hogy csak egy csavar tartja, majd a férfi felajánlott egy fuvart.
A férfi Johnst és lányát két órán keresztül kocsikáztatta megállás nélkül. A legtöbb beszámoló szerint miközben vezetett, azzal fenyegetőzött, hogy megöli őket.Az SFGate azt írja, hogy egy ponton megkérdezte tőle, hogy mindig szokott-e segíteni idegeneknek, mire ő azt válaszolta: > Mire végzek velük, már nem lesz szükségük a segítségemre. < Johns úgy menekült meg, hogy a lányával együtt kiugrott az autóból. Az egyik beszámoló szerint a férfi nem állt meg, hanem továbbhajtott, miközben Johns beszámolója a Chronicle riporterének, Paul Averynek azt írja, hogy a férfi otthagyta az autót, és zseblámpával kereste őket a sötétben.Egy arra közlekedő farmer meglátta Johns-t, és a közeli pattersoni rendőrségre vitte, ahol egy fantomrajz alapján azonosította az emberrablót, mint a Zodiákust, amely egy körözési plakáton volt kifüggesztve az irodában. Egy órával később Johns autóját a 132-es főúton találták meg, szándékosan felgyújtva. A Zodiákus gyilkos magára vállalta az emberrablást.

## A levelek
1969. július 31-én a San Francisco Examiner, a San Francisco Chronicle és a Vallejo Times újságok leveleket kaptak. Minden borítékban egy háromfelé vágott rejtvény egy-egy darabja volt. Ez mindhárom esetben egy-egy 17 oszlopból és 8 sorból álló titkosírás volt, darabonként 136, összesen tehát 408 szimbólumot tartalmazott. A Times-Herald-nak a következő levelet is mellékelte a rejtvényhez.
Kedves Szerkesztő,
Én öltem meg tavaly karácsonykor a két tizenévest Lake Herman-nál és azt a lányt július 4-én. Hogy bizonyítsam ezt, közlök néhány tényt, amelyet rajtam kívül csakis a rendőrség tud.
Karácsony
1. A lőszer márkája Super X
2. Tíz lövést adtak le
3. A fiú hátán feküdt, lábbal az autónak
4. A lány a jobb oldalon feküdt, lábbal nyugatnak
Július 4.
1. A lányon mintás pantalló volt
2. A fiú lövést kapott a térdébe
3. A lőszer márkája: Western
Mellékeltem egy titkosírás darabját. A másik két darabot a S. F. Examiner és a S. F. Chronicle kapta meg. Azt akarom, hogy nyomtassák ezt a titkosírást a címoldalra ’69. augusztus 1-jének délutánján. Ha nem tesznek így, akkor pénteken mészárlásba kezdek, amely a teljes hétvégén át fog tartani. Körbe-körbe fogok cirkálni, és leszedek minden csavargót vagy párt, és tovább folytatom a gyilkolást egészen addig, még legalább egy tucatnyi embert meg nem ölök.
Ez a kód az én identitásom.
A rejtjelezett levelet lehozták az újságok. A Chronicle például egy napos késéssel, augusztus 2-án közölte a rejtvényt, a negyedik oldalon. A rejtvényt egy héten belül megfejtették. Egy Kaliforniában, North Salinas-ban élő középiskolai tanár és felesége fejtette meg, és a levélíró állításával ellentétben nem tartalmazta nevét. A rendőrség bár kezdetben nem hitte, hogy a levél az igazi gyilkostól való, alaposan megvizsgálta azt, de nem találtak egy ujjlenyomatot se. A levelet nem tagolták nem volt benne vessző vagy szóköz és a helyesírása is elég gyér volt. A rejtvény megoldását a következőképpen fordíthatjuk:
Szeretem ölni az embereket mert nagy élvezet nagyobb mint állatokra vadászni az erdőben hisz az ember mindenik állatnál veszélyesebb. A gyilkolás oly hihetetlen élményt jelent még élvezetesebb mint egy lánnyal lenni a legjobb része hogyha majd meghalok a paradicsomban fogok újjászületni és mindenki akit megöltem a rabszolgám lesz nem mondom meg nektek a nevem mert megpróbáljátok majd lelassítani vagy megakadályozni hogy további szolgákat gyűjtsek a halál utáni életemre
ebeorietemethhpiti
Az utolsó 18 betű jelentését a mai napig nem tudták megfejteni, nagy valószínűséggel nincs értelmes megoldása. Ki lehet hozni "megoldás" gyanánt különféle anagrammákat, de ez semmiképp nem egzakt. A cél csupán az lehetett vele, hogy a rejtvény minden darabja azonos hosszú legyen, ne lehessen csupán a terjedelem alapján megállapítani, hogy melyik az utolsó. A karakterek pedig a levél korábbi soraiban rendre előfordulnak, ugyan azokban a pozíciókban, nagy valószínűséggel csak véletlenszerűen odamásolták, hogy kitöltse a maradék karakterszámot.
Augusztus 4-én egy háromoldalas levél érkezett a S. F. Examiner szerkesztőségébe, ebben a három oldalas levélben nevezi először Zodiákusnak magát a gyilkos. A levél a következőket tartalmazta:
Itt a Zodiákus beszél. Válaszolva a kérdésükre, a Vallejo-ban töltött szép idők egyéb részleteit is megosztom önökkel, és boldog leszek, ha további anyaggal támogathatom önöket. Jut eszembe jól szórakozott a rendőrség a kóddal? Ha nem mondják meg nekik, hogy fel a fejjel: mire feltörik, engem is megkapnak.
Július 4.: Nem nyitottam ki a kocsi ajtaját. Az ablak le volt húzva. A fiú az első ülésen ült, mikor elkezdtem tüzelni. Mikor az első lövés behatolt a fejébe, hátrakúszott. A hátsó ülésen volt, erősen rugdosta a padlót, így lőttem térden. Nem igaz, hogy gumicsikorgás és motorbömbölés közben hagytam el a helyszínt, miként azt a Vallejo-i újság írta. Csendben nyugodtan vezettem el, hogy ne vonjam magamra a figyelmet. Az ember, aki barna kocsiként azonosította az autómat, egy néger volt, 40-45 éves, viseltes göncökben. Ebben a telefonfülkében voltam, jól mulattam rajta, hogy a rendőrök elsétálnak mellettem. Amikor visszaakasztottam a kagylót, ez az átkozott el kezdett csörögni, ez vonta a néger figyelmét rám és az autómra.
A levél hátra lévő részében a karácsonykor történtekről ír le részleteket. A legfontosabb, amit nagyon hangsúlyoz, hogy nem csak úgy vaktában lőtt, hanem a fegyvere csövére egy kis lámpát szerelt, amivel pontosan tudott célozni. A leveleket alaposan megvizsgálták a második és a harmadik lapon is találtak ujjlenyomatokat, összesen kettőt, de ezeket a bizonyítékokat sosem tudták használni a nyomozás során.
A gyilkos augusztus 10-én hallatott magáról legközelebb, amikor elküldte a rendőröknek a rejtjelezett levél visszafejtéséhez szükséges kódokat. Ezúttal aláírás gyanánt csak egy kereszttel áthúzott kört írt.

## Gyanúsítottak

### Arthur Leigh Allen

Allen 1991-ben

Az ügy első számú gyanúsítottja Arthur Leigh Allen volt. Leigh ismerte Darlene Ferrin-t, és aki félt tőle, ezzel magyarázható a viselkedése a gyilkosság előtt. Leigh-t ki is hallgatta a rendőrség, miután egy barátja jelentette be, hogy pár héttel a gyilkosságok előtt ittas állapotban olyanokat mondott, hogy a Zodiákus nevet fogja használni, és hogy egyszer kilövi egy busz kerekét és "leszedi a kis drágákat". A kihallgatása során a nyomozók felfigyeltek Leigh karórájára melyen a zodiákus szó volt olvasható (A Zodiac napjainkban is ismert svájci óragyártó cég, hivatalos logója egyezik a Zodiákus által használt szimbólummal). Leigh-t kirúgták általános iskolai állásából, mert molesztálta a diákjait. ("Hozzájuk ért.") Szolgált a hadseregben, a cipőmérete és típusa megegyezett a helyszínen talált lábnyomokéval. Házkutatás során a hatóságok több lőfegyvert találtak lakásán, bár ezek kalibere nem egyezett meg a gyilkosságok során használt 9mm Luger (más nevén: 9mm Parabellum) kaliberjelzésű pisztolylőszerével. Leigh Allen a Berryessa tóhoz járt búvárkodni, és ismerte a környéket. A személyleírás testalkatra stimmelt, bár a fantomképre nem igazán hasonlít, kézírásában láttak a kézírásszakértők néhány egyezőséget a zodiákuséval, ám az eredményeket kevésnek találták. Ugyanakkor tény az hogy ha a személy, jelen esetben a zodiákus szkizofrén beteg, amikor átváltozik, kézírása is megváltozik. A zodiákus egy levelében melyben Melvin Bellitól kér segítséget, írta, hogy nem tudja féken tartania magát, és csak nagyon nehezen tudja elnyomni magában a gyilkolás vágyát. Ám a zodiákus ravaszságát tekintve, a kételkedők mondhatják rá, hogy ezzel a húzásával csak át akarta verni az utána nyomozókat. Ami még jelentős egyezőséget jelentett a zodiákus és Allen kézírása között, hogy mind a ketten a karácsonyt helytelenül írták. Ezek mellett amikor a zodiákus felhívta lakásán Melvin Bellit, és Belli házvezetőnője vette fel a telefont, neki azt mondta hogy "Születésnapom van ölnöm kell." Allen születésnapja a telefonálás napjára esett. Az egyetlen ember aki látta a zodiákus arcát, a még ma is élő Michael Renault Mageau beazonosította Leigh Allen fényképét és azt mondta hogy szinte biztos abban, hogy Leigh lőtt rá és ölte meg barátnőjét 1969. júliusában. Ez után az igazságszolgáltatás emberei felvették Allennel ismét a kapcsolatot, és értesítették arról hogy egy találkozót kell szervezniük ahol elé tárják a felhozott vádakat. Arthur Leigh Allen a találkozó létrejötte előtt elhunyt szívrohamban. Ám Allen ujjlenyomata a részleges ujjlenyomattal amely egy óvatlan rendőré is lehetett, nem egyezett. Ebből kiindulva DNS-tesztje sem egyezik.

### Richard Gaikowski

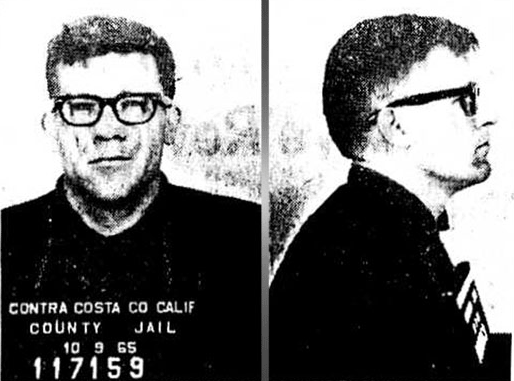
Richard Gaikowski 1965-ben

Említésre méltó egy később reflektorfénybe került gyanúsított, Richard Gaikowski (1936-2004). Gaikowski újságíró volt, munkahelyi beceneve a "Gaik" vagy "Gyke" volt. A Zodiákus első kódolt levelében található meg ez a szócska, amiről azt állította hogy a megfejtés az ő személyazonossága, innen gondolják sokan, hogy a GYKE egyenesen GAIKOWSKI-ra utalhat. Gaikowski emellett tagja volt egy rendőrellenes szervezetnek. Hangját felismerte Nancy Slover, a Zodiákus egyik bejelentését fogadó diszpécser. Pam Huckaby, Darlene Ferrin húga állítólag azt mondta, hogy Gaikowski követte őket hónapokkal a gyilkosság előtt. Gaikowski arca hasonlít a fantomképhez. Richard Gaikowski egy kis, ellenkultúrát képviselő politikai újságot szerkesztett San Franciscóban. Egy korábbi munkatársa vádolta őt be a rendőrség előtt, azt állítva, hogy Gaikowski a zodiákus gyilkos és hogy őt is rá akarta venni az erőszakos cselekedetekben való részvételre. A „Goldcatcher” álnéven író vádló egy felvételt is nyilvánosságra hozott, amelyen Gaikowski hangja hallható. Egy rendőrségi diszpécser pedig, aki maga is beszélt a zodiákus gyilkossal, azt állította, hogy megegyezik a hangjuk. A képet ugyanakkor jelentősen árnyalja, hogy Goldcatcher korának ismert összeesküvés-elmélet hívője és terjesztője volt, aminek köszönhetően hitelessége is erősen kétségbe vonható. Gaikowski emellett alibivel is rendelkezik, lévén a gyilkosságok idején nem tartózkodott Kaliforniában.

### Rick Marshall (1928-2008)
Rick 18 évesen belépett a hadseregbe, és ott több évig szolgált. 1968-69-ben a San Francisco-i Avenue némafilmes moziban dolgozott
Robert Graysmith egy névtelen telefonáló tippje alapján nyomozott egy bizonyos Rick Marshall után. Rick filmrajongó volt, a telefonáló szerint a gyilkosságokat filmre vette, és egy barátja őrzi neki ezeket a felvételeket. Richard Marshall rádiókezelőként és mozigépészként dolgozott Riverside városában, nem messze attól a helytől, ahol Paul Stine-t agyonlőtte a zodiákus gyilkos. A nyomozás során kiderült, hogy Marshall tulajdonában volt egy olyan írógép, illetve egy olyan távíró, amelyet a gyilkos is használt. Emellett egy pincelakásban élt és egyik kedvence a Vörös fantom című régi film volt – ez pedig két olyan elem, amelyek a zodiákus gyilkos leveleiben is megjelennek. Ismerősei továbbá arról számoltak be, hogy Marshall a gyilkosságot megelőzően arról beszélt többeknek, hogy talált valamit „ami sokkal izgalmasabb még a szexnél is. Marshall egy 1989-es TV beszélgetés során elismerte, hogy számos hasonlóság áll fenn közte és a gyilkos között, de tagadta, hogy ő lett volna a zodiákus. Az üggyel évtizedeken keresztül foglalkozó sheriff, Ken Narlow szintén úgy vélekedett, hogy bár első ránézésre jó jelöltnek tűnhet, összességében viszont nagyon kevés bizonyíték szól Marshall ellen.

### Jack Tarrance
2007-ben, Egy Dennis Kauffmann nevű férfi, azt állította hogy az elhunyt keresztapja volt a Zodiákus. A neve Jack Tarrance volt. Saját állítása szerint akkor vált gyanússá előtte, amikor meglátta a kézírását, azután látta hogy egyértelműen hasonlít a fantomképre. Azt állította, hogy Tarrance bevallotta a gyilkosságot neki telefonon. Nem kevesebbet állított még, mint hogy Jack Tarrance nem csak hogy a Zodiákus, hanem a Fekete Dália gyilkosságot is ő követte el, ezt Jack házában talált fényképekkel tudja bizonyítani. Jack Tarrance kézírása egyértelműen hasonlít a Zodiákuséra, a fantomkép is hasonlít rá, és a személyleírás is. Kauffmannak van egy weboldala, ahol összegzi a néhai keresztapja ellen felhozható bizonyítékokat. Stewarthoz hasonló elmélettel állt elő egy bizonyos Dennis Kaufman, aki szintén nagy médiafigyelmet szerzett azzal, hogy néhai mostohaapját, Jack Tarrance-t nevezte meg a zodiákus gyilkosként. A fantomrajzhoz való hasonlóság mellett ő azzal érvelt, hogy Tarrance tulajdonában voltak fényképek, amelyeken a zodiákus áldozatai láthatók, valamint egy olyan bizarr, csuklyás jelmez, amelyben szemtanúk látták a zodiákus gyilkost a Berryessa tó mellett történt késelések során. Egy írásszakértő továbbá úgy nyilatkozott, hogy Tarrance kézírása megegyezik a zodiákus gyilkos leveleiben látottakkal. A rendőrség mindazonáltal komolytalannak minősítette Kauffman „bizonyítékait.” Az egyik fényképen például egy teljesen elmosódott foltról állította, hogy az valójában az egyik áldozat, míg a bemutatott csuklyás kosztüm sokkal durvább anyagból készült  mint amilyet a szemtanúk leírtak.

### Lawrence Kane
Lawrence Kane ugyanabban a szállodában dolgozott, ahol 1970-ben eltűnt Donna Lass, akit több kutató ugyancsak a Zodiákus gyilkos egyik áldozatának tekint. Kane Allenhez hasonlóan szolgált a haditengerészetnél, ahol megtanult rejtjelezni, ami tehát elvben képessé tette őt arra, hogy megalkossa a Zodiákus gyilkos által írt rejtjeles leveleket is. 1962-ben egy autóbaleset során agysérülést szenvedett, amely egyesek szerint megnehezítette számára, hogy uralkodjon ösztönein. Egy, a zodiákus gyilkos rejtjeles leveleit tanulmányozó nyugalmazott nyomozó az 1980-as években azt állította, hogy az egyik titkos levélben feltűnik Kane neve, míg a már említett Linda azonosította Kane-t egy férfival, aki korábban egy étteremben zaklatta testvérét. Egy rendőr pedig – aki valószínűleg rövid ideig tényleg látta a zodiákus gyilkost Paul Stine lelövését követően – úgy nyilatkozott, hogy Kane fényképe „jobban hasonlít a gyilkosra, mint bárki másé, akit eddig látott.” Kathleen Johns, aki 1970-ben megszökött egy őt autóval elrabló férfi elől (akit szintén sokan a zodiákus gyilkosnak tartanak), úgy nyilatkozott, hogy Kane azonos az ő elrablójával. A rendőrség mindezek hatására ki is hallgatta Kane-t az 1990-es évek elején, de a nyomozás ezúttal sem bizonyult perdöntőnek. A Kane által adott írásminta nem egyezett meg a zodiákus levelein látható kézírással, Linda önellentmondásokba keveredő vallomása pedig korántsem volt elégséges bizonyíték a vádemeléshez.

### Ross Sullivan
1966. október 31-én reggel holtan találták a 18 éves Cheri Jo Batest a Kalifornia állambeli Riverside egyetemének könyvtára mellett. A környékbeliek úgy emlékeztek, hogy előző este, fél 11 körül mintha sikításokat hallottak volna. A lányt brutálisan agyonverték és megkéselték. A gyilkosságot követően egy hónappal a helyi újság és a rendőrség is kapott egy-egy levelet, amelyben a névtelen szerző magára vállalta a gyilkosságot és úgy fogalmaz, hogy Bates „nem az első és nem is az utolsó volt”.Hónapokkal később újabb, ezúttal kézzel írott levelek érkeztek a sajtóhoz, a rendőrséghez és a meggyilkolt lány apjához, amelyek szerint „Bates-nek meg kellett halnia lesz még több is.” A sajtónak és a rendőrségnek küldött példányokon egy kis „Z” betű volt látható. Bár a zodiákus gyilkos később egyértelműen magára vállalta a gyilkosságot, sokan úgy vélik, hogy csak egy másik gyilkos helyett akarta learatni a babérokat. A gyilkosság helyszínéül szolgáló könyvtár alkalmazottai jelentették, hogy az eset után nem sokkal az egyik munkatársuk, egy bizonyos Ross Sullivan váratlanul eltűnt. Mint kiderült Kalifornia északi részére költözött, ahol több alkalommal is kórházban kezelték szkizofrénia és bipoláris zavar miatt. Sullivan emellett hasonló frizurát és szemüveget viselt mint amilyen a zodiákus gyilkosról készült fantomrajzon látható, valamint birtokában volt egy olyan katonai bakancs, amilyen lábnyomokat találtak az első zodiákus gyilkosság helyszínén is.

### Earl van Best
Gary Stewart 2014-ben megjelent könyvében azt állította, hogy a zodiákus gyilkos nem más, mint a vér szerinti apja, Earl van Best, aki éveket töltött börtönben Stewart édesanyjának megerőszakolása miatt. Stewart munkájában rámutat, hogy apja kinézete hasonlít a zodiákus gyilkosról készült fantomképre, illetve az egyik rejtjeles levélben felismerni vélte apja teljes nevének kezdőbetűit. Ugyancsak érvként sorakoztatta fel, hogy a Best házassági anyakönyvi kivonatán látható kézírás megegyezik a zodiákus leveleinek kézírásával. Bár Stewart könyve hatalmas publicitást kapott, a szakértők viszonylag gyorsan lesöpörték az asztalról a feltételezést. A titkosírás megfejtésénél alkalmazott módszere ugyanis meglehetősen kérdéses volt, míg az említett kézírás a házassági anyakönyvi kivonaton valójában nem Besté, hanem a szertartást vezető lelkészé volt. A fantomképhez való hasonlósága sem perdöntő, lévén az azon látható sörtehajviselet és szemüveg korántsem volt ritka a korabeli Egyesült Államokban.

### Donald Lee Bujok
A Berryessa tó melletti késelést túlélő Bryan Hartnell beszámolt arról, hogy a zodiákus gyilkos azt állította magáról, hogy nemrég szökött meg egy Montana állambeli börtönből. Erre alapozva született meg az elmélet, miszerint a zodiákus gyilkos azonos azzal a Donald Lee Bujok nevű férfival, akit 1968-ban engedtek ki a Deer Lodge településen működő fegyházból. Bujok rabtársai arról számoltak be, hogy rendszeresen beszélt emberek megöléséről annak érdekében, hogy azok szolgái legyenek majd a túlvilágon – amely gondolat a zodiákus gyilkos egyik levelében is felbukkant. Bujok és a gyilkos azonosítása ellen szól azonban, hogy az ujjlenyomata nem egyezik meg a zodiákus gyilkoséval, valamint a börtönből való szabadon engedése alig három nappal korábban történt, minthogy az első, bizonyosan a zodiákus által elkövetett gyilkosságokra sor került volna, míg a feltételezett korábbi gyilkosságok (így például a Bates-gyilkosság) idején még rács mögött volt.

## További Gyanúsítottak

### Theodore Kaczynski
Azért gyanúsították, mert ő és Zodiákus közös vonásaiban voltak a gyilkosságok – a gyilkosságok idején San Franciscóban élt, tudott bombát készíteni, az általa elkövetett gyilkosságokról beszámolt a médiának. A nyomozók végül felismerték, hogy Zodiákus gyilkosságai igencsak lenyűgözték, és valamilyen módon megpróbálta utánozni őt. Továbbá nem volt kapcsolat Zodiákus áldozatai és Kaczynski között. A kézirat megvizsgálása után szinte lehetetlen volt, hogy a Zodiákus ez az ember lehet.

### Bruce Davis
A Manson család egyik tagja, akit meggyanúsítottak, miután korábban hasonló gyilkosságokkal vádolták, és San Franciscóban tartózkodott a Zodiákus támadások idején. Bizonyos tények azonban kizárják Davis Zodiákus szerepét – Davisnek hosszú haja volt a gyilkosságok idején, míg a Zodiakusnak rövid, a Manson család minden tagját alaposan kivizsgálták, és gyanúsítottként kizárták, Davis kézírása sem egyezett a Zodiákuséval.

## Újabb fejlemények

### Újabb DNS-vizsgálat
2018 májusában a vallejói rendőrség bejelentette, hogy újra megpróbál DNS-mintát nyerni az elkövetőtől a küldemények bélyegeinek hátuljáról. Egy magánlaboratóriumot kértek fel a vizsgálat elvégzésére, ahol újabb, fejlettebb technológiát alkalmaznak, mely képes elkülöníteni a DNS-t a ragasztótól. A korábbi, 2002-es vizsgálatoknál a bélyegek külső oldaláról, illetve a boríték leragasztásáról vett mintákat vizsgáltak, a mostani ennél jobb eredménnyel kecsegtet. Remélik, hogy a Zodiákust is hasonló módon kaphatják el, mint Joseph James DeAngelo-t, a Golden State Killert. 2021. december 20-án bejelentették, hogy a levett mintából sikerült felállítani egy genetikai profilt. Sajnálatos módon az egy olyan személyhez tartozik, aki nem lehet a Zodiákus. Ez utalhat egy bűntársa, vagy egy teljesen kívülálló egyénre is. A dolgot nehezíti, hogy abban az érában, amikor és ahol a gyilkos működött, a polgári engedetlenség egy módja a postai bélyegek újra felhasználása volt. Valamennyi lehetőség figyelembe vételével folytatódik a nyomozás.

### A Z-340 megfejtése

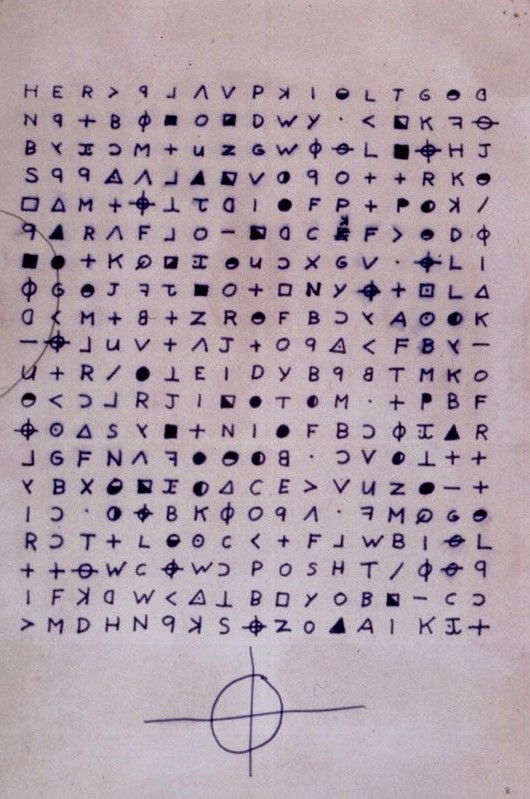
A San Francisco Chronicle-nek 1969 november 8.-án küldött levél mellékletekén érkezett rejtvény, a Z-340, amit 2020 december 5.én sikerült megfejteni.

2020 decemberében jelent meg a Guardianban, hogy David Oranchak ausztrál kódfejtő megfejtette a sorozatgyilkos egyik, Z-340 néven ismert titkos üzenetét.
Az üzenet angolul a következő volt:
I HOPE YOU ARE HAVING LOTS OF FUN IN TRYING TO CATCH ME THAT WASNT ME ON THE TV SHOW WHICH BRINGS UP A POINT ABOUT ME I AM NOT AFRAID OF THE GAS CHAMBER BECAUSE IT WILL SEND ME TO PARADICE ALL THE SOONER BECAUSE I NOW HAVE ENOUGH SLAVES TO WORK FOR ME WHERE EVERYONE ELSE HAS NOTHING WHEN THEY REACH PARADICE SO THEY ARE AFRAID OF DEATH I AM NOT AFRAID BECAUSE I KNOW THAT MY NEW LIFE IS LIFE WILL BE AN EASY ONE IN PARADICE DEATH
A megfejtés nem bővíti az eddigi ismereteket a gyilkos kilétét illetően, inkább csak addig is tudott információkat erősít meg, például a katonai szálat erősíti, és így még inkább bizonyos, hogy nem ő telefonált a Dunbar Show-ba Melvin Belli ügyvédnek.
A szövegben mindhárom helyen hibás helyesírással szerepel a mennyország, vagyis paradise szó, következetesen "paradice"-nak írva.

### Gary Francis Poste, mint a Zodiákus

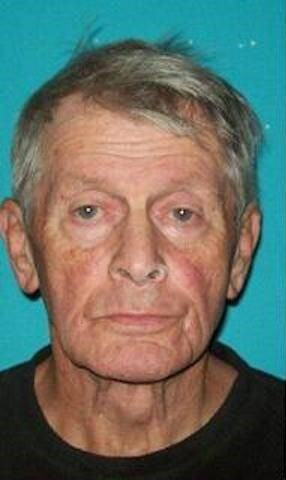
Poste egy 2016os rendőrségi felvételen

A Case Breakers nyomozócsoport éveken keresztül vizsgálták az eseteket és még olyan gyilkosságokat is összefüggésbe hoztak vele, amelyek Kaliforniától jóval messzebb történtek, így a Zodiákusnak feltehetően jóval több áldozata volt. A nyomozó csoport a Poste után maradt tárgyakat is vizsgálta és egy korábban sosem látott fotón olyan sebhelyeket fedeztek fel Poste homlokán, amelyek megegyeznek a Zodiákusról készült fantomképen látható sebekkel. Ezenkívül az általa küldött üzenetekből is sikerült kibetűzni Poste nevét. A San Franciscó-i rendőrség egyelőre nem kommentálta az eredményeket, mivel a Zodiákus-ügyet még nem zárták le, így a nyomozás is folyamatban van.
Gary Francis Poste-ot mindig is erőszakos és kegyetlen embernek tartották az őt közelebbről ismerő emberek. Sőt többen gyanakodtak a környezetében, hogy a férfi talán kettős életet él, viszont fogalmuk sem volt mit tesz. A bűnüldöző szervek, így az FBI egyelőre szkeptikusan fogadják a Case Breakers eredményeit.

## Fordítás
Ez a szócikk részben vagy egészben  a   Zodiac Killer című angol Wikipédia-szócikk fordításán alapul.  Az eredeti cikk szerkesztőit annak laptörténete sorolja fel. Ez a jelzés csupán a megfogalmazás eredetét és a szerzői jogokat jelzi, nem szolgál a cikkben szereplő információk forrásmegjelöléseként.